# 369.º Regimiento Croata de Infantería Reforzada (Wehrmacht)
El 369.º Regimiento Croata de Infantería Reforzada (en alemán: Verstärktes Kroatisches Infanterie-Regiment 369, en croata: 369. pojačana pješačka pukovnija) fue una unidad de las Fuerzas Armadas de Alemania que luchó en el Frente Oriental en la Segunda Guerra Mundial. El regimiento está compuesto por voluntarios provenientes de Croacia y comúnmente se conoce como la Legión Croata (Hrvatska Legija).

## Formación

Bandera del regimiento con el lema de la unidad.

Bandera del regimiento (Reverso), la inscripción dice: "Por Poglavnik y por la patria".

El 10 de abril de 1941, se creó el Estado Independiente de Croacia (NDH, en croata: Nezavisna Država Hrvatska) como un estado títere alineado con los alemanes ocupantes. El gobierno fascista Ustaše del NDH solicitó asistencia militar a Alemania, ya que temían las ambiciones territoriales italianas después de ceder gran parte de la zona costera de Dalmacia a Italia en tratados firmados el 18 de mayo de 1941. Para el 25 de junio de 1941, el Poglavnik Ante Pavelić, el líder de la NDH, había enviado un designado a Berlín para ofrecer voluntarios para servir en el Frente Oriental. Para el 2 de julio, Hitler había aceptado la oferta y se formaron unidades militares bajo la supervisión de dos oficiales del ejército alemán. El NDH vio esto como un medio para fortalecer sus lazos con Alemania, potencialmente un aliado para resistir más pérdidas territoriales a Italia.
Aunque la unidad fue considerada por la NDH como parte de la Guardia Nacional de Croacia y las autoridades de la NDH conservaron la responsabilidad de proporcionar reemplazos, los miembros del regimiento hicieron un juramento a Adolf Hitler. Si bien no era una parte oficial de la Wehrmacht, el regimiento estuvo bajo la jurisdicción militar alemana y el comando directo alemán durante toda su existencia, sirviendo como parte de la 100.ª División de Infantería Ligera. Todos los soldados vestían uniformes de la Wehrmacht con un parche de tablero de ajedrez croata que incorporaba la palabra Hrvatska (Croacia) en la manga superior derecha y el lado derecho del casco. 
Inicialmente, dos batallones fueron criados y formaron un regimiento en Varazdin. Esto fue seguido por la creación de un tercer batallón en Sarajevo. Solo croatas, ucranianos o rusos blancos fueron aceptados como voluntarios, y aproximadamente un tercio de los aceptados eran musulmanes bosnios. Se formó un batallón de entrenamiento para el regimiento en Stockerau, Austria. El regimiento fue luego transportado a Döllersheim, Austria para entrenamiento. Con una fuerza efectiva de 5.000, el regimiento consistió en tres batallones de infantería, una compañía de ametralladoras, una compañía antitanque, tres baterías de artillería de campaña, personal de la sede y una compañía de suministros. 
El 21 de agosto de 1941, el regimiento fue transportado a Rumania. A partir de ahí, pasó varias semanas marchando a pie hasta la línea del frente. El 10 de octubre, el regimiento se unió en la línea del río Dnieper con la 100.ª División de Infantería Ligera, que entonces era parte del 17.° Ejército, Grupo de Ejércitos Sur.

## Acción militar en el Frente Oriental
Para acostumbrar al regimiento a las condiciones y procedimientos de división, así como para seguir progresando en su entrenamiento, las unidades del regimiento se dividieron inicialmente entre otros regimientos de la división inmediatamente después de su llegada al frente cerca de Járkov. El diario divisional registró que el objetivo principal de las unidades del regimiento durante este período era mejorar la disciplina en varias áreas. Para mejorar la mala disciplina, el 30 de septiembre de 1941, el coronel Ivan Markulj envió a 43 oficiales y suboficiales, así como a 144 soldados, de regreso al NDH debido a una enfermedad y/o por razones disciplinarias.
Después de que el Ejército Rojo contraatacó y volvió a tomar Rostov en noviembre de 1941, la 100.ª División de Infantería Ligera marchó hacia el sur hasta la línea del frente en el río Mius el 22 de noviembre. Las temperaturas cayeron hasta -18 °C y el regimiento no tenía ropa de invierno. Las unidades del regimiento, aún divididas entre los otros regimientos de la división, se unieron junto a la Brigada Móvil Eslovaca y Wiking de la División SS. A mediados de enero de 1942, la división de infantería ligera número 100 fue desplegada en el área de Stalino para ayudar a combatir a un cuerpo de caballería soviético que había atravesado la línea del frente. A través de algunos combates a lo largo de la línea del río Samara, la división se mantuvo durante todo el invierno.
A principios de 1942, los soldados de la unidad pudieron enviar mensajes de regreso al Estado Independiente de Croacia. Se escribieron mensajes para familiares y amigos en cualquier papel que las tropas pudieran encontrar, como papeles de cigarrillos o páginas arrancadas de cuadernos. Las comunicaciones de los soldados del Regimiento se transmitieron posteriormente en Radio Zagreb (más tarde conocido como Hrvatski Krugoval), junto con anuncios de propaganda que elogiaron a las autoridades croatas y no mencionaron el destino de los soldados, la mayoría de las veces muerte o captura.
El comandante de la 100.a división de infantería ligera, el Generalleutnant Werner Sanne, elogió los éxitos del regimiento durante el invierno, especialmente las acciones del batallón de artillería del teniente coronel Marko Mesić del 21 al 22 de febrero de 1942. El 23 de febrero de 1942, Sanne le otorgó a Mesić la Cruz de Hierro. 
Durante abril de 1942, cuatro soldados del regimiento fueron condenados a muerte y fusilados, mientras que muchos otros fueron condenados a penas de prisión de entre 2 y 10 años. 
Desde mediados de mayo de 1942, el regimiento se volvió a unir bajo el coronel Markulj, después de lo cual la 100.ª División de Infantería Ligera se unió en las fases finales del ataque con pinzas en la cabeza de puente del Ejército Rojo en Járkov. En junio, la división apoyó el impulso del 1.º Ejército Panzer a lo largo del río Don, a través de Vorónezh hasta Kalach, donde el regimiento sufrió grandes bajas al tratar de cruzar el río ante una seria resistencia.
Después de la Segunda Batalla de Járkov, el Coronel Markulj, el Teniente Eduard Bakarec y otros seis oficiales del regimiento recibieron la Primera Clase de la Cruz de Hierro. Un informe de fecha 21 de junio de 1942 afirma que Legión contenía 113 oficiales, 7 empleados militares, 625 suboficiales y 4.317 soldados, así como 2.902 caballos. 
Después de participar en operaciones de limpieza en el Don, la división descansó brevemente en septiembre y el regimiento se reorganizó después de recibir algunos refuerzos.
Markulj fue transferido de regreso a Croacia y fue reemplazado temporalmente por el coronel Marko Mesić el 7 de julio de 1942 y el teniente coronel Ivan Babić, quien finalmente fue reemplazado por el coronel Viktor Pavičić.
En 'Proljet Kultura', el regimiento sufrió 53 muertos y 186 heridos en un combate cuerpo a cuerpo desesperado durante el ataque alemán el 27 de julio y el posterior contraataque soviético abrumador el 28 de julio. Las peores víctimas registradas antes de Stalingrado fueron 171 muertos sufridos en combate en varias aldeas a lo largo del río Samara. El teniente Tomljenović, el teniente Tomislav Anić y el teniente Ivan Malički fueron asesinados en acción durante este período.
El 24 de septiembre de 1942, durante una visita al cuartel general del 6.º Ejército, Pavelić decoró y promovió a algunos soldados del regimiento. Dos días después, la 100.ª División de Infantería Ligera se comprometió con la batalla de Stalingrado. 

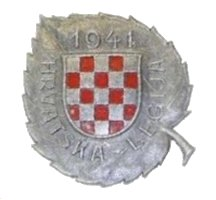
Insignia conmemorativa de la 369.º Legión.

El número de legionarios desde esa fecha se redujo rápidamente a un total reportado de 1.403 en total para el 21 de octubre de 1942. No se agregaron nuevas fuerzas frescas de Croacia, excepto el regreso de enfermos y heridos y algunos oficiales y personal. Un total de 22 (15%) oficiales fueron asesinados, 38 (26%) heridos y 66 (45%) regresaron a Croacia de los 147 oficiales originales de la Legión en total antes del otoño. Solo 20 oficiales, incluido Mesic, permanecieron en Stalingrado y uno es tratado como KIA.
El teniente Bakarec, quien fue el primer soldado de la Legión en recibir la Cruz de Hierro de segunda clase, fue herido en Stalingrado y evacuado a Croacia, donde fue asesinado el 5 de julio de 1944. El coronel y luego el general NDH Markulj fueron juzgados y ejecutados en Belgrado en septiembre de 1945. Markulj fue sometido a una corte marcial y ejecutado después de su captura por los Aliados, quienes lo extraditaron al ejército yugoslavo en el verano de 1945.

## Batalla de Stalingrado
La 100.ª División de Infantería Ligera, incluido el 369.º Regimiento de Infantería reforzada croata, participó en los intensos combates por la fábrica del "Octubre Rojo" y por la colina Mamáyev durante la batalla de Stalingrado. Para noviembre de 1942, los combates en su sector se habían estancado con poco progreso. Para diciembre de 1942, el regimiento había visto un combate tan intenso que tenía 1/3 de fuerza. A pesar de las duras condiciones, el alto mando alemán atribuyó al regimiento el mantenimiento de "porte apropiado y militar".
El sargento Dragutin Podobnik recibió la Cruz de Hierro de Segunda y Primera Clase, así como muchas condecoraciones croatas, incluida una de Pavelić en septiembre de 1942 por sus acciones en Stalingrado. Pavicic ordenó la captura de un edificio estratégico en la fábrica Octubre Rojo, sin embargo, el soporte del vehículo blindado se retrasó. Podobnik y sus 18 hombres sorprendieron a los soviéticos y capturaron el edificio sin pérdida, luego lo entregaron a las unidades del 54.º Grupo de Ejércitos alemán. El sargento Podobnik fue luego herido y evacuado de Stalingrado y fue asesinado en la primavera de 1945 mientras servía en la unidad de élite de Pavelić.
Se señalan varias distinciones y citas en diarios de guerra y documentos militares oficiales. Hay varias citas de valentía, valor y liderazgo bajo fuego para hombres de todos los rangos, incluido el teniente Rudolf Baričević. Además, los médicos del regimiento recibieron distinción por sus acciones y el éxito en salvar vidas. Una cita notable es la del Capitán Madraš, quien fue herido y debía ser trasladado de Stalingrado, pero se negó y en su lugar se quedó y luchó con sus hombres.
A pesar de las distinciones honorables, hubo, por supuesto, actos de insubordinación, incumplimiento del deber y comportamiento cobarde también citado en los informes. Esto era común para las tropas alemanas desmoralizadas y rodeadas de alemanes y alemanes en Stalingrado, ya que las condiciones eran extremadamente duras para los soldados. Se observa que el mayor Tomislav Brajkovic intentó desesperadamente mantener la moral y la disciplina altas. Sin embargo, debido a importantes desacuerdos con otros oficiales, incluido su comandante, fue transferido fuera del regimiento.
Para el 14 de enero, la sección de la línea del frente del regimiento se había reducido a 200 metros en poder de unas 90 tropas restantes, todas sufriendo de frío extremo, hambre, fatiga y falta de municiones. Según los informes, el coronel Viktor Pavicic dejó una carta de renuncia y desapareció definitivamente del teatro. Le recomendó al coronel Mesić al general Sanne que fuera su sucesor. El general Sanne informó oficialmente que Pavicic era un desertor, pero el sargento. Erwin Juric afirmó que Pavicic había recibido órdenes escritas firmadas por Sanne para salir de Stalingrado por vía aérea el 15 de enero. Durante sus últimos días en Stalingrado, la Legión estaba volviendo a entrenar desesperadamente alrededor de 700 artillería sin experiencia y apoyando a soldados para el servicio de combate de infantería. El último informe oficial del 21 de enero de 1943 contó 443 infantería y 444 soldados de artillería en Stalingrado. Justo antes de la rendición del 6.º Ejército a fines de enero, alrededor de 1.000 heridos fueron trasladados, y de los hombres restantes en el regimiento, casi 900 se convirtieron en prisioneros de guerra.
Entre los últimos soldados de la Wehrmacht que salieron de Stalingrado por aire había un grupo de 18 legionarios croatas heridos y enfermos, incluido el teniente Barićević, que fueron trasladados por los pilotos de la Luftwaffe y aterrizaron en el último aeródromo alemán útil en Stalingrado, cerca de las posiciones de la sección de artillería de la 369.ª en la noche del 22 al 23 de enero de 1943. El diario de guerra del regimiento y otros documentos también se guardaron en esta evacuación. La noche anterior, varios aviones de la Luftwaffe se habían estrellado al intentar despegar y aterrizar peligrosamente cerca de las fuerzas soviéticas que avanzaban rápidamente, por lo que menos aviones volaron para misiones de rescate. Durante el día del 23 de enero, el aeródromo de Stalingrado cayó en manos soviéticas.
Los elementos del regimiento lucharon tanto como pudieron, pero finalmente se rindieron al general soviético Vasiljev el 29 o 30 de enero de 1943. En los tres meses comprendidos entre el 21 de octubre de 1942 y el 21 de enero de 1943, habían perdido a 540 de 983 soldados que luchaban por la fábrica del Octubre Rojo.
El 31 de enero de 1943, el general Friedrich Paulus, desobedeciendo las órdenes de Hitler anunció la rendición del 6.º ejército alemán. El 2 de febrero, la Legión se convirtió en prisioneros de guerra soviéticos, incluidos todos los oficiales, aproximadamente 100, en su mayoría soldados de combate heridos, enfermos y congelados, así como unos 600 otros legionarios de artillería y unidades de apoyo. En las dos semanas previas a la capitulación, el 369.º Regimiento había perdido 175 soldados.
La Legión se reunió en Beketovka en el río Volga, donde se les unieron unos 80.000 prisioneros de guerra principalmente alemanes e italianos, rumanos y húngaros. Fueron enviados en una marcha forzada a Moscú, donde se les unieron legionarios croatas de la Brigada de Transporte Ligero que habían estado unidos a las fuerzas italianas en el Frente Oriental. Desde allí, fueron enviados a campos de trabajo en Siberia. Muchos murieron en el camino debido al hambre, la hipotermia o la enfermedad.

## Veteranos del regimiento
Más de 1.000 legionarios fueron evacuados de la Unión Soviética y luego de Stalingrado por diversos medios y por diversos motivos. Fueron galardonados con la Hoja de tilo de la Legión croata de 1941 por su servicio y formaron el núcleo de una nueva unidad, la 369.ª División Croata de Infantería

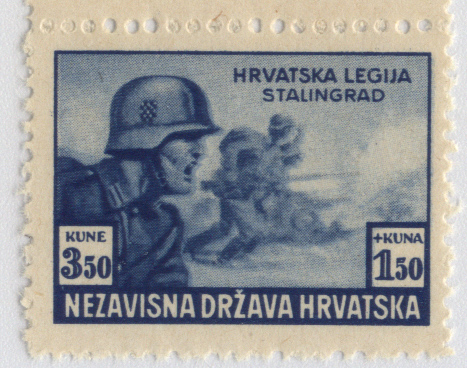
Sello del NDH emitido para el 369.º Regimiento.

## Consecuencias
A finales de octubre de 1944, la Legión Yugoslava, que contaba con unos 3.000, operaba como parte del Ejército Rojo alrededor de Čačak durante la Ofensiva de Belgrado. Esta unidad se formó a principios de 1944, en parte de exmiembros del 369.º Regimiento Croata de Infantería Reforzada, y fue comandada por el exteniente coronel de Ustaše, Marko Mesić, asistido por el capitán Milutin Perišić, un serbio. Ambos oficiales fueron elogiados por el general soviético Sergey Biryuzov. 
En el verano de 1943, cien legionarios y 6 oficiales, incluido Marko Mesic, fueron trasladados a Suzdalj y más tarde a Krasnogorsk, cerca de Moscú, donde se reunieron con la mayoría de los soldados croatas sobrevivientes. En Krasnogorsk, los soviéticos formaron una nueva unidad que utilizaba uniformes reales yugoslavos (en ese momento, los soviéticos no reconocían a las fuerzas de Tito como un estado soberano). Durante el encarcelamiento soviético temprano, el coronel. Mesić pudo haber sido forzado a aparecer en la propaganda soviética vistiendo un uniforme del Ejército Real Yugoslavo y la bandera de Tito para salvar la vida de los hombres restantes. Ante la noticia de esto, el Ministerio de las Fuerzas Armadas lo retiró de las Fuerzas Armadas croatas y rescindió sus premios.[cita requerida]
El Coronel Mesić recibió el mando de los soviéticos de esta recién formada Primera Brigada Voluntaria Yugoslava, reunida a partir de prisioneros de guerra de origen yugoslavo, así como de voluntarios que vivían en Rusia en ese momento. Es muy probable que la mayoría de los exsoldados croatas del 369.º Regimiento eligió el servicio partisano comunista para evitar una muerte casi segura en los campos de prisioneros de guerra soviéticos. Durante los primeros meses en cautiverio, el número de legionarios se redujo de unos 700 a alrededor de 400 sobrevivientes impares o una pérdida de vidas del 40% en menos de doce meses. La nueva brigada partisana yugoslava, que ahora vestía viejos uniformes del Real Ejército Yugoslavo, fue comandada por ex experimentados oficiales de la Legión Croata del 369.º Regimiento, como el teniente coronel. Egon Zitnik, el excomandante de la Unidad de Transporte Ligero; Major Marijan Prislin, el ex segundo al mando de la sección de artillería del 369.º Regimiento; y el Major Marijan Tulicic, el excomandante de la unidad de artillería. El entrenamiento militar de la nueva unidad fue muy rápido ya que la mayoría de los hombres eran soldados experimentados. Ya en marzo de 1944 se les unieron 200 ex legionarios 369 más, liderados por el exdoctor formado en el 369.º de Stalingrado, Bogoljub Modrijan, así como por el teniente Vlahov, el teniente Tahtamišimov, el teniente Draženović y el teniente Ivan Vadlja, que resultaron heridos en Stalingrado pero echaron de menos al último vuelo de salida. Fueron transportados a Yugoslavia a fines de 1944 bajo órdenes directas de Tito, donde fueron sacrificados en combate contra las fuerzas superiores alemanas, sufriendo bajas muy altas. Se sospechaba de los pocos sobrevivientes restantes y la mayoría más tarde fueron condenados por ser infiltrados soviéticos por los partisanos y las autoridades croatas del NDH.

## Comandantes
- Coronel Ivan Markulj
- Teniente Coronel Ivan Babić
- Coronel Viktor Pavičić
- Teniente Coronel Marko Mesić